# Majoxiphalus maximus
Majoxiphalus maximus är en kräftdjursart som beskrevs av Jarrett och Edward Lloyd Bousfield 1994. Majoxiphalus maximus ingår i släktet Majoxiphalus och familjen Phoxocephalidae. Inga underarter finns listade i Catalogue of Life.